# Seoi-Nage
 (mars 2023).
Si vous disposez d'ouvrages ou d'articles de référence ou si vous connaissez des sites web de qualité traitant du thème abordé ici, merci de compléter l'article en donnant les références utiles à sa vérifiabilité et en les liant à la section « Notes et références ».

Morote-Seoi-Nage

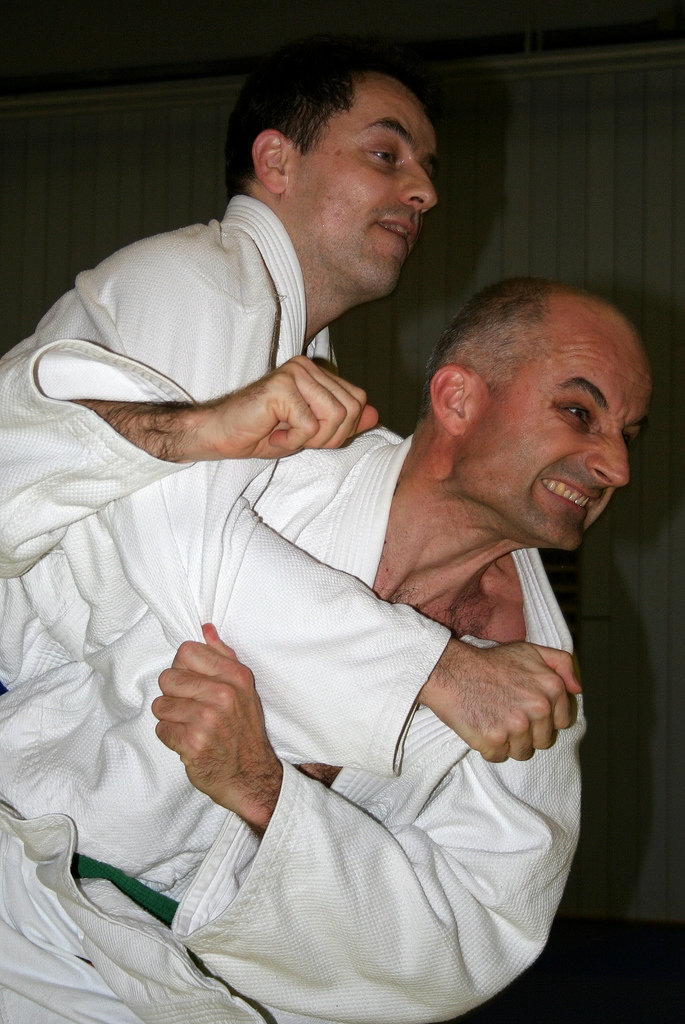
Ippon-Seoi-Nage

Seoi-Nage (du japonais : 背負投 (lit. « Projection en chargeant sur le dos »)) est une technique de projection du judo. Seoi-Nage est le 8e mouvement du 1er groupe du gokyo. Seoi-Nage est un mouvement du Nage-no-kata.
Il existe plusieurs formes :
- Morote Seoi Nage
- Eri Seoi Nage (Kata Eri Seoi Nage)
- Ippon Seoi Nage
- Seoi Otoshi
- Morote Otoshi
- Kata Eri Otoshi (Kokusai-Shiai-Waza)
- Kata Gyaku Sode Seoi Nage (Kokusai-Shiai-Waza)
- Te Gaeshi ou Hiza Soto Muso
- Morote Eri Seoi Nage (Kokusai-Shiai-Waza)
- Soto Mata Seoi Otoshi (Kokusai-Shiai-Waza)
- Kata Hiza Zuki Seoi Otoshi (Kokusai-Shiai-Waza)
- Ryo Hiza Seoi Otoshi (Kokusai-Shiai-Waza)

Description technique :
Tori et Uke sont face à face. Tori saisit la manche droite de Uke de sa main gauche entre le coude et l'épaule. Tori effectue ensuite un demi-tour sur sa gauche tout en fléchissant pour que le haut de son crane arrive au niveau du bas de la machoire de Uke tout en tirant pour le charger sur son dos de sa main gauche ainsi que de sa main droite passée sous le bras droit de Uke pour :
- soit saisir juste au-dessus de sa main gauche
- soit venir contrôler le triceps du bras droit de Uke de la saignée de son bras droit. 
Tori effectue ensuite une rotation en diagonale sur l'axe entre son épaule droite et son pied gauche en se penchant un peu en avant.

## Terminologie
- Morote (双手) : deux mains
- Eri (襟) : revers
- Ippon (一本)  : un point

- Seoi (背負)  : prendre sur le dos, les épaules
- Nage (投) : projection

## Spécialistes de Seoi-Nage
Parmi les spécialistes de Seoi-Nage on compte : Isao Okano, Isao Inokuma,Toshihiko Koga,Shozo Fujii, Tadahiro Nomura, Ryoko Tamura, Waldemar Legien, Pawel Nastula, Jeon Ki-Young, Jane Bridge, Sharon Rendle, Nicola Fairbrother, Jean-Paul Coche, Angelo Parisi, Cathy Arnaud, Cécile Nowak